# قائمة مشاريع البحث عن الكواكب غير الشمسية

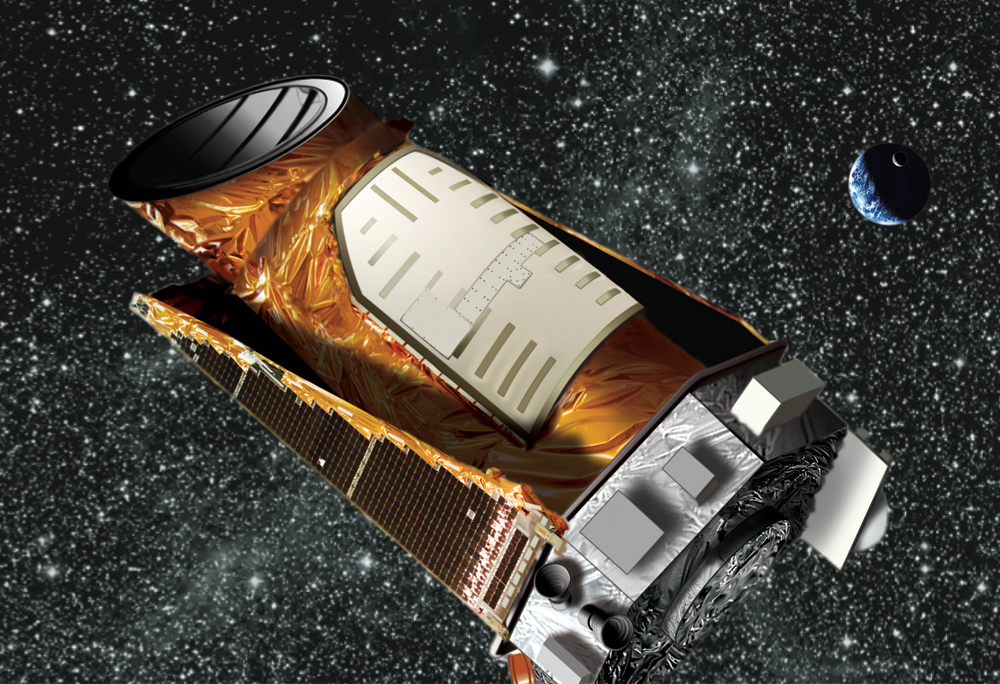
مسبار كيبلر الفضائي

ترد أدناه قائمة مشاريع البحث عن الكواكب خارج المجموعة الشمسية

## مشاريع البحث الأرضية
| اسم المشروع                                                        | الحالة             | عدد الكواكب المكتشة  | ملاحظات                                                     |
| ------------------------------------------------------------------ | ------------------ | -------------------- | ----------------------------------------------------------- |
| البحث الكوكبي الأنغلو أسترالي (AAPS)                               | نشط                | 28 (حتى فبراير 2014) |                                                             |
| باحث الكواكب الآلي (APF)                                           | نشط                | 0                    | يوجد في مرصد ليك (المعروف أيضا باسم مستكشف الكواكب الصخرية) |
| معهد كارل ساغان                                                    | نشط                | 0                    |                                                             |
| تلسكوب ليونارد يولر                                                | نشط                | 5                    | مقرة موقع مرصد لاسيلا                                       |
| East-Asian Planet Search Network (EAPSNET) ‏                        | نشط                | 1                    |                                                             |
| ELODIE                                                             | خرج من الخدمة      | 4                    |                                                             |
| تلسكوب فائق الكبر                                                  | Future (2025)      | N/A                  | يوجد في تلسكوب فائق الكبر                                   |
| ESPRESSO                                                           | Future (2017)      | N/A                  | يوجد في VLT                                                 |
| EXPRES                                                             | Future             | N/A                  | يوجد في Discovery Channel Telescope                         |
| FINDS Exo-Earths ‏                                                  | نشط                | 0                    | يوجد في مرصد ليك                                            |
| Gemini Planet Imager (GPI)                                         | نشط                | 1                    | [ 8 ]                                                       |
| Geneva Extrasolar Planet Search                                    | نشط                | 1+                   |                                                             |
| الباحث الكوكبي بالسرعة الشعاعية عالية الدقة (HARPS)                | نشط                | 130+                 | [ 9 ]                                                       |
| HARPS-N                                                            | نشط                | 0                    |                                                             |
| شبكة التلسكوبات الهنغارية الآلية (HAT)                             | نشط                | 93+                  | [ 10 ]                                                      |
| HEK                                                                | Active             | 0                    |                                                             |
| مرصد سوبارو                                                        | Active             | 0                    |                                                             |
| مرصد كيك (HIRES)                                                   | Active             | 0                    | يوجد في مرصد كيك                                            |
| KELT                                                               | Active             | 20                   |                                                             |
| Lick–Carnegie Exoplanet Survey (LCES)                              | Active             | 1+                   |                                                             |
| Magellan Planet Search Program                                     | Active             | 10+                  |                                                             |
| مسح سلووان الرقمي للسماء                                           | Active             | 0                    |                                                             |
| MASCARA                                                            | Active             | 0                    |                                                             |
| MEarth Project                                                     | Active             | 2                    |                                                             |
| Microlensing Follow-Up Network ‏ (MicroFUN)                         | Merged with PLANET | 10                   |                                                             |
| مشاهدات عدسية صغرية في فيزياء الفلك (MOA)                          | Active             | 8                    |                                                             |
| MINiature Exoplanet Radial Velocity Array (MINERVA)                | Active             | 0                    |                                                             |
| N2K Consortium                                                     | Active             | 7                    |                                                             |
| New Mexico Exoplanet Spectroscopic Survey Instrument (NESSI)       | Active             | 0                    |                                                             |
| الجيل القادم من ماسح العبور (NGTS)                                 | Active             | 0                    | في مرصد بارانال, منذ 2015                                   |
| Okayama Planet Search Program (OPSP)                               | Active             | 3                    |                                                             |
| تجربة العدسية الجذبية الضوئية (OGLE)                               | Active             | 17+                  |                                                             |
| PlanetPol                                                          | خرج من الخدمة      | 0                    |                                                             |
| PRL Advanced Radial-velocity All-sky Search (PARAS)                | Active             | 0                    |                                                             |
| Project 1640                                                       | Active             | 0+                   |                                                             |
| البحث عن ذكاء خارج الأرض (SETI)                                    | Active             | 0                    |                                                             |
| SOPHIE échelle spectrograph                                        | Active             | 0+                   | [ 11 ]                                                      |
| Spectro-Polarimetric High-Contrast Exoplanet Research (SPHERE)     | Active             | 0                    |                                                             |
| SPECULOOS                                                          | -                  | -                    |                                                             |
| Strategic Explorations of Exoplanets and Disks with Subaru (SEEDS) | Active             | 1+                   | [ 12 ]                                                      |
| برنامج البحث عن الكواكب واسع الزاوية (WASP)                        | Active             | 118+                 | [ 13 ]                                                      |
| Systemic                                                           | نشط                | 0                    | مشروع بحث للهواة                                            |
| Trans-Atlantic Exoplanet Survey (TrES)                             | خرج من الخدمة      | 5                    |                                                             |
| XO Telescope (XO)                                                  | Active             | 5                    |                                                             |
| ZIMPOL/CHEOPS                                                      | Active             | 0                    | نظام فرعي لجهاز VLT-SPHERE , يوجد في VLT                    |

## البعثات الفضائية

### السابقة والحالية
| الاسم               | تاريخ الإطلاق   | تاريخ النهاية | عدد الكواكب المكتشفة   | عدد الكواكب المرشحة حالياً   |
| ------------------- | --------------- | ------------- | ---------------------- | --------------------------- |
| MOST                | 20 يونيو , 2003 | في الخدمة     | 1+                     | 0                           |
| EPOXI               | 21 يوليو 2005   | 8 أغسطس 2013  | 0                      | 0                           |
| SWEEPS              | 2006            | 2006          | 16                     | 0                           |
| كوروت               | 27 ديسمبر 2006  | 2 نوفمبر 2012 | 29                     | 600                         |
| كيبلر (مسبار فضائي) | 7 مارس 2009     | 15 أغسطس 2013 | 2,331                  | 2,365                       |
| الضوء الثاني K2     | 18 نوفمبر 2013  | في الخدمة     | 178                    | 520 (+627 أحداث عدسة صغرية) |
| Gaia                | 19 ديسمبر 2013  | في الخدمة     | 0                      | 0                           |
| أستريا              | نوفمبر 2017     | في الخدمة     | 0                      | 0                           |
|                     |                 |               | 2,555 (المجموع 3,431 ) | 3,485                       |

### المخطط لها
| الاسم                                      | تاريخ الإطلاق           | أهداف البعثة | المدة الزمنية بالسنوات |
| ------------------------------------------ | ----------------------- | --- | ---------------------- |
| كيوبس                                      | مخطط لها في أواخر 2018  | لمعرفة المزيد حول كيفية تشكيل الكواكب خارج المجموعة الشمسية وسبر الغلاف الجوي وتميز الكواكب الأرضية الهائلة. 20% من الوقت سوف يكون مفتوح لاستخدام الجمهور..           | 3.5 (الهدف + 1.5)      |
| TESS                                       | 20 مارس 2018 (Falcon 9) | مهمة لمدة عامين للبحث عن الكواكب خارج المجموعة الشمسية سوف تقوم بمسح النجوم في كل أنحاء السماء ومن المتوقع أن تجد ما لا يقل عن 3000 كوكب جديد خارج المجموعة الشمسية . |                        |
| JWST                                       | أكتوبر 2018 (Ariane 5)  | لدراسة الغلاف الجوي للكواكب خارج المجموعة الشمسية المعروفة واكتشاف بعض الكواكب التي بحجم كوكب المشتري.                                                                | 5 (الهدف + 5 )         |
| بلاتو                                      | 2026 (Soyuz-ST)         | للبحث عن وتميز الكواكب الصخرية حول نجوم مثل الشمس. | 4 (الهدف +4 )          |
| مرصد واسع المجال للمسح بالأشعة تحت الحمراء | منتصف- 2020             | للبحث عن الكواكب خارج المجموعة الشمسية ودراستها أثناء دراسة المادة المظلمة. ومن المتوقع أن تكتشف نحو 2500 كوكب.                                                       | 6                      |